# Club Deportivo Real Santa Cruz
O Club Deportivo Real Santa Cruz é um clube de futebol boliviano de Santa Cruz de la Sierra, departamento (estado) de Santa Cruz.

## História
O clube foi fundado em 3 de maio de 1962. Seu primeiro título foi obtido em 1993, quando conquistou a Copa Simón Bolivar, equivalente à segunda divisão do futebol nacional daquele país, embora essa competição seja disputada de forma regionalizada. Naquela ocasião, bateu o Estudiantes Frontanilla. Carinhosamente chamado de "Real" por seus torcedores, o clube caiu para a segunda divisão do futebol boliviano em 2001, quando ficou na última colocação do campeonato nacional.
Em 2003, conseguiu o vice-campeonato da Copa Simón Bolívar, obtendo direito de disputar uma vaga na primeira divisão contra o penúltimo colocado dessa divisão, quando acabou perdendo e fracassando na tentativa de voltar à elite do futebol boliviano.